# Réaction isodesmique

Réaction isodesmique

Une réaction isodesmique est une réaction chimique dans laquelle le nombre de liaisons de chaque type est le même dans les réactifs et dans les produits. Ce type de réaction est souvent étudié en thermochimie ainsi qu'en chimie numérique.
Un exemple de réaction isodesmique serait
CH3− + CH3X → CH4 + CH2X− (1)
X = F, Cl, Br, I
L'équation 1 décrit la déprotonation d'un halogénure de méthyle par un anion méthyle. Il y a six liaisons C-H et une liaison C-X dans les réactifs, et de même dans les produits.
Le changement d'énergie associé à cette réaction exothermique peut être calculé par la chimie numérique. Elle augmente du fluor au chlore au brome puis à l'iode, de sorte que l'anion CH2I− est le plus stable et le moins basique des quatre anions CH2X−. Le changement d'énergie peut dépendre de la différence d'enthalpie de liaison C-X entre chaque base et son acide conjugué. Il peut aussi y avoir une différence d'encombrement stérique, qui serait petite pour le fluor mais grande pour l'iode (en faveur de l'anion), ce qui explique la tendance d'énergie malgré le fait que les liaisons C-F sont plus fortes que les liaisons C-I.